# Коринальдо
Коринальдо (итал. Corinaldo) — коммуна в Италии, располагается в регионе Марке, в провинции Анкона.
Население составляет 5187 человек (2008 г.), плотность населения составляет 107 чел./км². Занимает площадь 48 км². Почтовый индекс — 60013. Телефонный код — 071.
Покровительницей коммуны почитается святая Анна, празднование 26 июля.

## Демография
Динамика населения:

## Администрация коммуны
- Официальный сайт: http://www.corinaldo.it/